# Caso Fresno
Se conoce como Caso Fresno a la celebración de la asamblea de la Federación Internacional de Patinaje (FIRS) que tuvo lugar en Fresno (California) Estados Unidos el 26 de noviembre de 2004. Comportó que la Selección Catalana de hockey sobre patines que había sido aceptada provisionalmente, y que llegó a competir en el Mundial B, ganando el campeonato, no fuera aceptada posteriormente de forma definitiva como miembro de pleno derecho. La Federación Catalana llevó el caso al Tribunal de Arbitraje del Deporte (TAS) en Lausana (Suiza) que reconoció irregularidades, invalidó la votación y obligó en la FIRS a repetir la votación respetando los estatutos de la propia FIRS. En la votación posterior, la Asamblea de la FIRS denegó la admisión de la Federación Catalana de Patinaje como miembro de pleno derecho.